# Saint-Aubert (Francja)
Saint-Aubert – miejscowość i gmina we Francji, w regionie Hauts-de-France, w departamencie Nord. Nazwa miejscowości pochodzi od imienia św. Auberta lub Adalberta ( > Alberta) (ten drugi w tym przypadku mniej prawdopodobny).
Według danych na rok 1990 gminę zamieszkiwało 1466 osób, a gęstość zaludnienia wynosiła 181 osób/km² (wśród 1549 gmin regionu Nord-Pas-de-Calais Saint-Aubert plasuje się na 446. miejscu pod względem liczby ludności, natomiast pod względem powierzchni na miejscu 444.).